# CRAY CS-STORM
 CS-Storm суперкомп'ютер для високопродуктивних обчислень навантажень в обороні, нафти і газу, засобів масової інформації, наук і галузях бізнес-аналітики . Типові застосування включають кібербезпеку, геопросторову розвідку, розпізнавання образів, рендеринга і машинного навчання. Входить в топ 500 суперкомп'ютерів світу

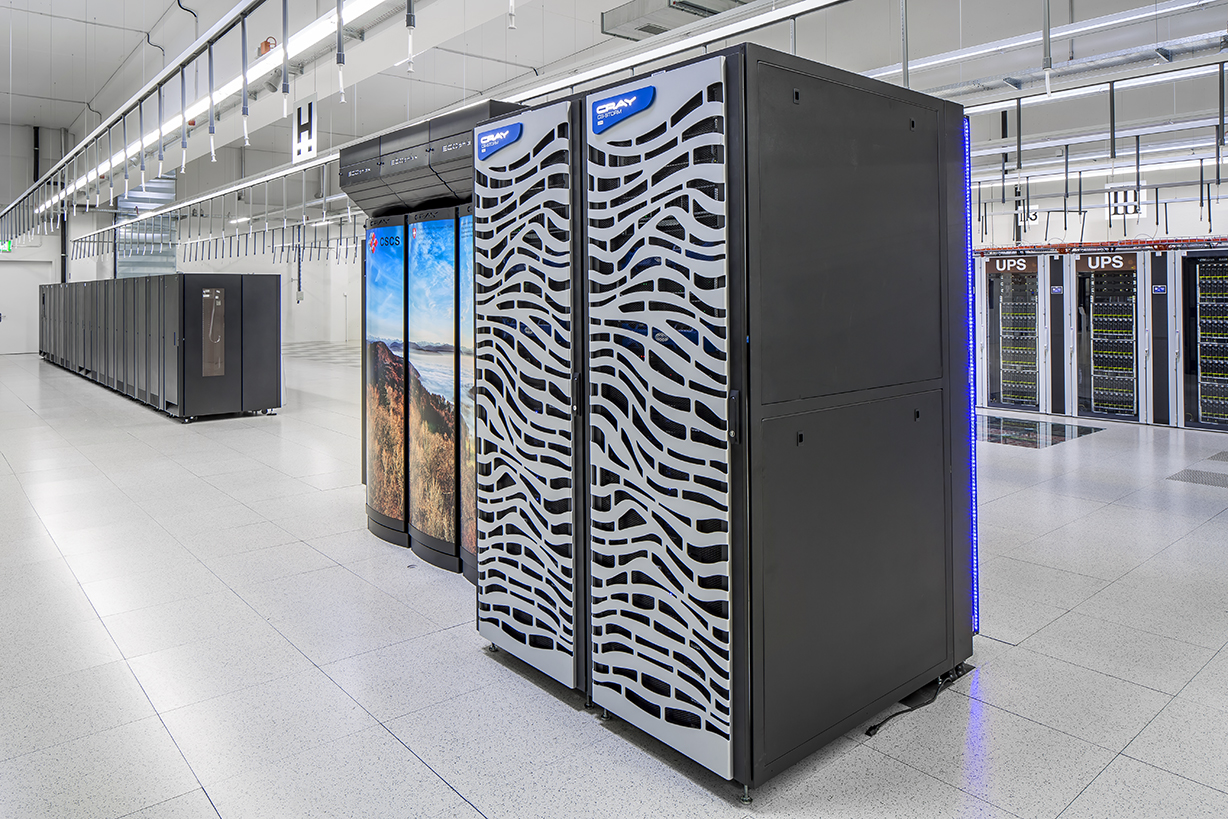
Суперкомп'ютер CS-Storm

## Компоненти системи
Кожен Cray CS-Storm. кластера може вмістити до 222U для монтажу в стійку вузлів CS-Storm серверів. Кожен з цих серверів об'єднує 8 прискорювачів і 2 процесорів Intel® Xeon® , що забезпечуючи до 1/3 GPU петафлопс продуктивності в одній 48U стійці. Система доступна з повним стеком програмного забезпечення, включаючи HPC інструментів, які можна налаштувати для роботи з великою кількістю відкритим вихідним кодом, комерційних компіляторів, і бібліотек. Стек програмного забезпечення кластера HPC включає Cray's Advanced Cluster Engine (АСЕ) програмне забезпечення для управління, яке забезпечує мережеві, серверні, касетні можливості з легким адмініструванням та обслуговуванням системи.

## Характеристики системи
| Характеристика     | Значення                        |
| ------------------ | ------------------------------- |
| Виробник           | Cray Inc.                       |
| Продуктивність     | 3,577 TFlop/s                   |
| Ядра               | 72,800                          |
| Операційна система | Linux                           |
| Процесор           | Intel Xeon E5-2660v2 10C 2.2GHz |
| Потужність         | 1,498.90 kW                     |